# Cida Marques
Aparecida Sílvia "Cida" Marques Saito (Ubiratã, 30 de julho de 1974) é uma atriz, modelo e apresentadora brasileira. Desde 2010 trabalha como corretora de imóveis.

## Carreira
Cida começou a carreira como modelo em 1990, aos dezesseis anos, realizando ensaios fotográficos para diversas revistas. Tornou-se conhecida nacionalmente como um símbolo sexual na época e foi comparada à atriz estadunidense Pamela Anderson pelos seios naturalmente fartos e a cintura fina. Realizou 3 ensaios para a Revista Playboy, sendo um deles como She-Ra. Entre 1999 e 2001, interpretou Dona XT na Escolinha do Barulho, na RecordTV. Na sequência fez uma participação na novela Roda da Vida e atuou na peça Bonifácio Bulhões. Fez também outras diversas participações em vários programas.
Em 2003, fez teste para a novela Canavial de Paixões, mas não foi aprovada. Entre 2004 e 2005, fez participações no programa A Turma do Didi. Entre 2005 e 2006, foi repórter do programa Mulheres em Foco, da Rede Mulher. Entre 2007 e 2008, apresentou o programa de turismo Companhia de Viagem na RedeTV!. Passou também pelo programa Autos e Motores, na Rede Mulher.
Desde 2010 trabalha como corretora de imóveis.

## Vida pessoal
Cida se formou em artes cênicas pela FAAP em 1997 e rádio e TV pelo SENAC em 2002. Em 2003, cursou alguns semestres de jornalismo, mas não chegou a se formar.
É casada com o empresário de turismo Ricardo Saito.

## Filmografia

### Televisão
| Ano     | Programa                | Cargo                 | Notas                      |
| ------- | ----------------------- | --------------------- | -------------------------- |
| 1999–01 | Escolinha do Barulho    | Dona XT               |                            |
| 2001    | Entre o Amor e a Espada | Amélia de Beauharnais |                            |
| 2001    | Roda da Vida            | Natália               | Episódio: "31 de agosto"   |
| 2005    | Dedé e o Comando Maluco | ET                    | Episódio: "19 de novembro" |
| 2005–06 | Mulheres em Foco        | Repórter              |                            |
| 2007–09 | Companhia de Viagem     | Apresentadora         |                            |